# Tesaurus (edifici)
|  | No s'ha de confondre amb Tesaurus. |

Tesaurus (del grec antic, θησαυρός, Thesaurus) o casa del tresor és, a l'antiga Grècia, un edifici on es dipositen objectes de valor. El terme s'utilitza en particular per designar petits edificis religiosos on s'emmagatzemaven ofrenes a una deïtat. Sovint es troba en un santuari panel·lènic i té la forma d'un petit temple, amb vestíbul i sala principal.

## Funció
Un tesaure o casa del tresor servia antigament per a guardar el tresor del rei o de l'estat, i fins i tot l'arxiu de l'un i l'altre (pel fet que encara es confonien en la mateixa persona). La tradició suposa que alguns edificis subterranis de Grècia van tenir aquesta funció en el període heroic, i allí s'hi estojaven metalls valuosos, armes i altres propietats de valor (per exemple a Mínies a Orcomen, que descriu Pausànies, del qual resta algunes restes; o l'edifici d'Astreu i els seus fills a Micenes conegut com a Tesaure d'Atreu, que es conserva en bon estat). Estructures suposadament dedicades a tesaures s'han trobat a diversos punts de Grècia i Itàlia, però no és clar ni de bon tros que fossin dedicats a desar-hi tresors, ja que molts arqueòlegs opinen que eren tombes. En temps històrics el tresor públic era guardat a l'edifici adjunt a l'àgora o a l'opisthodomus d'algun temple.

## Els tesaures dels santuaris
Els tesaures es van construir als grans santuaris panhel·lènics per preservar les estàtues i els exvots. Podrien ser consagrats pels governants o pels ciutats que dipositaven riques ofrenes per al tesaurus. Els tesaures, com els temples, es construeixen a l'espai del santuari (tèmenos) d'un déu, i el propi edifici del tesaures té l'estatus d'ofrena.
Els tesaures dels santuaris de Delfos i Olímpia es van construir entre el segle vi aC i el segle v aC. El santuari d'Olímpia té tretze tesaures, construïts al llarg d'una línia en una terrassa, al nord de Metronon (el temple de Cíbele); un d'ells va ser construït pel tirà Gela, i un altre pels habitants de Mègara. El santuari de Delfos també inclou diversos tesaures: el de Corint, el de Sifnos, el d'Atenes, el de Tebes, el de Tessàlia i el de Cirene. Els tesaures del santuari de Delfos mostren una varietat arquitectònica més gran que els d'Olímpia. El santuari de Delos també alberga edificis amb la mateixa funció, però alguns es deien simplement oikoi (cases).